# Baccaurea polyneura
Baccaurea polyneura är en emblikaväxtart som beskrevs av Joseph Dalton Hooker. Baccaurea polyneura ingår i släktet Baccaurea och familjen emblikaväxter. Inga underarter finns listade i Catalogue of Life.